# Hugues Duroy de Chaumareys
Hugues Duroy de Chaumareys (Vars-sur-Roseix, 23 novembre 1763 – Bussière-Boffy, 23 novembre 1841) è stato un militare francese, famoso per essere stato il comandante della fregata Méduse al momento del suo naufragio, nel 1816.

## Biografia
Discendente da un'antica famiglia nobile francese, partecipò nel 1795 allo sbarco a Quiberon e riuscì ad uscirne indenne. Elogiato durante la restaurazione gli fu affidato il comando della Méduse che si incagliò al largo della Mauritania a causa della sua incompetenza come comandante di vascello.